# Claudia Christian
Claudia Christian, pseudonimo di Claudia Ann Coghlan (Glendale, 10 agosto 1965), è un'attrice statunitense.

## Biografia
Nota soprattutto per il ruolo del comandante Susan Ivanova nella serie televisiva Babylon 5, nasce a Glendale in California, figlia di Hildegard e James Michael Coghlan. Sua madre proveniva dalla Germania e suo padre aveva origini irlandesi. Crebbe tra il Connecticut e l'Inghilterra. Ha due fratelli maggiori e risiede alternativamente a Los Angeles e a Londra.

### Carriera
Il suo primo ruolo è come comparsa in Dallas, seguito da quello di Melody Hughes in Berrenger's. Interpreta quindi alcuni ruoli in lungometraggi, come L'alieno (1987), Maniac Cop - Il poliziotto maniaco e Bella, pazza e pericolosa (1993). Per la televisione recita nell'ultimo episodio della prima stagione del telefilm In viaggio nel tempo e, inoltre, nel settimo episodio della decima stagione (1993-1994) della serie Colombo.

## Opere letterarie
- Revenge is a Bitch to Swallow - Racconto, pubblicato in Forbidden Love Issue 2:  Wicked Women.[9]
- My Life With Geeks and Freaks - Autobiografia, pubblicata da Yard Dog Press.
- Babylon Confidential: A Memoir of Love, Sex, and Addiction[10]

## Filmografia parziale

### Cinema
- L'alieno (The Hidden), regia di Jack Sholder (1987)
- Pazzo di te (Mad About You), regia di Lorenzo Doumani (1989)
- Maniac Cop - Il poliziotto maniaco (Maniac Cop 2), regia di William Lustig (1990)
- Lo gnomo e il poliziotto (A Gnome Named Gnorm), regia di Stan Winston (1990)
- Bella, pazza e pericolosa (Hexed), regia di Alan Spencer (1993)
- Sesso e fuga con l'ostaggio (The Chase), regia di Adam Rifkin (1994)
- Crociera di sangue (Final Voyage), regia di Jim Wynorski (1999)
- Infiltrato speciale (Half Past Dead), regia di Don Michael Paul (2002)
- The Garden, regia di Don Michael Paul (2006)

### Televisione
- Falcon Crest – serie TV, episodio 3x20 (1984)
- A-Team (The A-Team) – serie TV, episodio 3x24 (1985)
- Colombo (Columbo) – serie TV, episodio 10x07 (1993)
- La signora in giallo (Murder, She Wrote) – serie TV, episodio 7x17 (1991)
- Highlander – serie TV, episodio 6x10 (1998)
- Babylon 5 – serie TV, 87 episodi (1994-1998)
- Relic Hunter – serie TV, episodio 3x10 (2001)
- Castle – serie TV, episodio 6x21 (2014)
- 9-1-1 – serie TV, 11 episodi (2018-2023)
- Blood of Zeus – serie TV, 7 episodi (2020) - voce
- The Rookie – serie TV, episodio 3x08 (2021)

## Doppiatrici italiane
Nelle versioni in italiano delle opere in cui ha recitato, Claudia Christian è stato doppiato da:
- Cinzia De Carolis in Maniac Cop - Poliziotto maniaco, Castle
- Roberta Greganti ne L'alieno
- Pinella Dragani ne Bella, pazza e pericolosa, Infiltrato speciale

Da doppiatrice è stata sostituita da:
- Cinzia De Carolis in Atlantis - L'impero perduto
- Patrizia Scianca in Darksiders II
- Emanuela Pacotto in Starcraft II - Legacy of the Void
- Lorella De Luca in Call of Duty: Infinite Warfare
- Sabrina Duranti in Blood of Zeus